# Il cerchio rosso (romanzo)
Il cerchio rosso, pubblicato in italiano anche col titolo Il cerchio scarlatto (titolo originale The Crimson Circle), è un romanzo poliziesco dello scrittore inglese Edgar Wallace, pubblicato la prima volta nel 1922.

## Trama
Il signor Benson non prende sul serio le minacce della banda denominata "Il cerchio scarlatto" e viene ucciso. Questa stessa banda ha minacciato di morte Jim Beardmore: se non sborsa una grossa somma di denaro, ne pagherà le conseguenze. Il signor Beardmore, nonostante abbia fatto chiamare Derrick Yale per farsi proteggere, non crede a queste minacce. Una mattina Jack, il figlio di Jim Beardmore, è alla casa dei Froyant nella speranza di vedere la signorina Thalia Drummond, di cui è molto innamorato, la segretaria di Harvey Froyant. Lei, però, non gli corrisponde.
Mentre parlano, giunge il principale di lei, il signor Harvey Froyant e, dopo aver scambiato alcune parole, Jack e Harvey si dirigono a piedi verso la casa dei Beardmore. Su una corteccia di un albero notano, disegnato con della vernice rossa, un cerchio, il simbolo della banda del "Il cerchio scarlatto". Nonostante questo ennesimo avvertimento, Jim Beardmore non è spaventato e non ha nessuna intenzione di pagare.
Dopo che Beardmore si è diretto da solo in direzione del bosco, si sente riecheggiare uno sparo; il rumore è inconfondibile. Jack corre nella direzione del rumore e trova suo padre morto. Nello stesso tempo, dall'altra parte del bosco, la signorina Thalia Drummond scappa, dopo essersi pulita le mani, sporche di una sostanza rossa, con l'erba. Si dirige verso una casetta, vi entra e vi nasconde un revolver.
Dalla collezione di antichità del signor Froyant sparisce una statuetta d'oro raffigurante un Buddha. L'ispettore Parr scopre, per un colpo di fortuna, che il ladro è la signorina Drummond: è lei che ha portato la statuetta presso un prestasoldi. Il signor Froyant, dopo questo episodio, licenzia la sua segretaria miss Thalia Drummond. Anche Harvey Froyant riceve una lettera dal cerchio scarlatto.
La banda del cerchio scarlatto riesce a reclutare Thalia Drummond e riesce a farla assumere da John Brabazon, presidente di una grande banca. Nel frattempo Ambrose Silby, detenuto presso una prigione per un omicidio, confessa a Parr e a Yale di avere ucciso anche il signor Beardmore. Quando Parr e Yale gli chiedono maggiori dettagli, Silby confessa di essere stato ubriaco mentre commetteva l'omicidio e di non ricordare bene i particolari. Quattro ore dopo aver fatto questa confessione, viene trovato morto, ucciso da una dose letale di cianuro. Nel liquido contenuto in un bicchiere è trovato a galleggiare un piccolo cerchio rosso.
Tra i tanti clienti della Seller's Bank c'è anche il signor Marl Felix, ed è lì che egli fa a Thalia un invito galante. Lei accetta, ma prima che la serata abbia inizio, una sua collega l'accusa (con prove circostanziali) di furto. Quella sera stessa, la signorina Drummond si incontra con il complice della sua collega di lavoro Milly Macroy, Flush Barnet. Dopo questo incontro, Thalia Drummond si reca all'appuntamento con Marl Felix. Marl muore di morte violenta, a causa di un (misterioso) gas velenoso che gli viene somministrato attraverso alcune bolle di sapone.
Intanto Harvey Froyant decide di sottostare al ricatto del cerchio scarlatto. La banda ha chiesto che i soldi siano portati nell'ufficio del detective Derrick Yale. È li che un emissario del cerchio scarlatto si presenterà a ritirare la busta con il denaro. Nonostante gli innumerevoli controlli di sicurezza approntati, i soldi spariscono e Derrick Yale viene trovato anestetizzato e con i polsi e le caviglie legati. Poco dopo, un colpo di arma da fuoco colpisce l'ispettore Parr all'ingresso di casa sua. L'uomo, indossando un giubbetto antiproiettile, si salva.
Harvey Froyant decide di indagare per proprio conto sulla banda del cerchio scarlatto. Dopo un viaggio in Francia, seguendo le tracce dei suoi soldi, torna a casa e convoca Derrick Yale e l'ispettore Parr. Ha scoperto che Marl Felix e Ferdinand Walter Lightmann si conoscevano, essendo stati in una prigione francese insieme. Condannati a morte, si erano salvati perché la ghigliottina non aveva funzionato a dovere. Scopre anche che Lightmann era soprannominato "cerchio rosso" per via di una macchia circolare sul suo collo.
Harvey Froyant non ci mette niente ad associare questo fatto con la banda che sta imperversando in Inghilterra. Capisce che Lightmann ha cambiato nome ed è diventato il capo della banda denominata "Il cerchio scarlatto". Prima che possa rivelare tutto quello che ha scoperto, viene trovato morto nella biblioteca di casa sua, ucciso a causa di un ingresso sotterraneo segreto presente nel suo studio.
La signorina Thalia Drummond viene arrestata per il tentato omicidio di Raphael Willings, ma riesce a fuggire dalla cella della stazione di polizia. L'ispettore Parr ora ha tutti gli elementi per svelare chi si cela come capo della banda "Il cerchio scarlatto". Nel finale una storia di amore tra due dei protagonisti.

## Personaggi
- James Stamford Beardmore detto Jim, un uomo molto ricco
- Jack Beardmore, il figlio di Jim Beardmore
- Derrick Yale, detective privato con poteri paranormali
- John Parr, ispettore di polizia
- Harvey Froyant, vicino di casa dei Beardmore e uomo d'affari molto ricco
- Thalia Drummond, segretaria di Harvey Froyant
- Marl Felix, uomo d'affari e ricattatore
- John Brabazon, presidente della banca Seller's Bank
- Milly Macroy, ladra e impiegata presso la Seller's Bank
- Flush Barnet, ladro che cerca di organizzare un colpo colossale

## Edizioni
- Edgar Wallace, Il cerchio scarlatto, collana Il giallo economico classico, Finedim/Compagnia del giallo/Gruppo Newton, 1995,  p. 100, ISBN 88-7983-802-4.
- Edgar Wallace, Il cerchio rosso, collana Oscar scrittori moderni, Arnoldo Mondadori Editore, 2004,  p. 243, ISBN 88-04-53264-5.
- Edgar Wallace, Il cerchio rosso, collana I Bassotti, Polillo, 2009,  p. 277, ISBN 978-88-8154-324-3.